# Kafka (filme)
Kafka (prt/bra: Kafka) é um filme franco-estadunidense de 1991, dos gêneros suspense, ficção científica e drama cômico-biográfico, dirigido por Steven Soderbergh com roteiro de Lem Dobbs baseado na vida e obra do escritor Franz Kafka.  